# Hyacinthe-Joseph Marbais du Graty
Hyacinthe Joseph Xavier Marbais du Graty (Bergen, 19 april 1773 - 30 januari 1850) was een Zuid-Nederlands edelman.

## Geschiedenis
Keizerin Maria Theresia verleende in 1750 erfelijke adel aan Bonaventure Marbais. Hij was heer van Hoves, leverancier van het leger en pachter van de lopende middelen van het graafschap Henegouwen.
De adel ging over op zijn zoon, Ferdinand Marbais, heer van Graty en van Panneterie, algemeen ontvanger van belastingen voor Henegouwen, die getrouwd was met Louise Quinart. Ze hadden twee zoons, de hiernavolgende Hyacinthe en Auguste.

## Hyacinthe Marbais du Graty
- Hyacinthe Joseph Xavier Marbais du Graty werd algemeen ontvanger van belastingen in Henegouwen. Hij trouwde met Charlotte Le Roy (1775-1842). In 1822 werd hij onder het Verenigd koninkrijk der Nederlanden erkend in de erfelijke adel en in 1847 kreeg hij de titel baron, overdraagbaar bij eerstgeboorte.
  - Alphonse Marbais (1796-1876), raadsheer bij het Rekenhof, trouwde in 1821 met Zoé de Serret (1801-1881), dochter van baron François de Serret.
    - Alfred Marbais du Graty (1823-1891) trouwde in 1863 met Mélanie Dulait (1843-1892). Hij werd luitenant-kolonel in het Argentijnse leger en werd gevolmachtigd minister van Paraguay in Berlijn. Hij publiceerde in 1862 La República del Paraguay, in zijn tijd een standaardwerk over dit land.
      - Oscar Marbais du Graty (1866-1918), burgemeester van Hoves en voordien cavalerieofficier, was de laatste van zijn naam toen hij stierf.

## Auguste Marbais de la Panneterie
- Auguste Joseph Ghislain Marbais de la Panneterie (Bergen, 16 maart 1778 - Brussel, 21 juni 1833), broer van Hyacinthe (voornoemd) was majoor in het Nederlands leger en verkreeg in 1826 erkenning in de erfelijke adel. Hij trouwde in 1802 met Rose van der Meulen (1777-1832).
  - Félix Marbais de la Panneterie (1804-1853) trouwde in 1835 met Emilie van den Nest (1812-1866). Ze bleven kinderloos.

De tweede tak doofde uit in 1853 en de eerste in 1918.